# Ixiolirion songaricum
Ixiolirion songaricum là một loài thực vật có hoa trong họ Ixioliriaceae. Loài này được P.Yan mô tả khoa học đầu tiên năm 1996.